# Lobule lingual
Le lobule lingual O5 est un gyrus de la face inféro-interne du lobe occipital du cortex cérébral.
À cheval sur la face interne et inférieure, cette circonvolution est limitée par la scissure calcarine, qui la sépare du cuneus au-dessus, et par la partie postérieure de la scissure collatérale, qui la sépare du gyrus fusiforme O4.
Elle correspond à la face interne aux deuxième et troisième circonvolutions occipitales O2 et O3 et s'étend jusqu'au-dessous du bourrelet du corps calleux où elle se rétrécit et s'anastomose avec la circonvolution de l'hippocampe.
Le lobule lingual comporte un sillon constant, nommé le sillon du lobe lingual, parallèle à la scissure calcarine et qui s'unit, ensuite, à la scissure collatérale.
|                                           |                                       |
| Face inféro-interne de l'hémisphère droit | Lobule lingual de l'hémisphère gauche |